# Phytocoris longihirtus
Phytocoris longihirtus är en insektsart som beskrevs av Knight 1968. Phytocoris longihirtus ingår i släktet Phytocoris och familjen ängsskinnbaggar. Inga underarter finns listade i Catalogue of Life.